# Mataura (fleuve)
Le Mataura est le sixième plus long cours d'eau de la Nouvelle-Zélande, en Région Southland, et un fleuve se jetant dans l'Océan Pacifique. 

## Géographie
Long de 190 km, sa source se trouve dans les montagnes au sud du lac Wakatipu, dans la région de Southland de l'île du Sud. De là il coule en direction du sud-est jusqu'à la ville de Gore, où il tourne au sud. Il passe par le village de Mataura avant de trouver son embouchure sur le Pacifique au niveau de la baie de Toetoes,.

## Aménagements et écologie

### Histoire
Jusqu'à environ 18 000 ans, le Mataura drainait le lac Wakatipu. Le chemin de fer historique nommé "Kingston Flyer (en)" suit une partie de l'ancien lit de la rivière, maintenant bloqué par des moraines glaciaires.
Le Mataura, avec les trois autres principales rivières du Southland : la Waiau, l'Oreti et l'Aparima, rompit ses digues pendant les inondations du Southland de janvier 1984. Des zones commerciales et résidentielles de la ville de Mataura furent particulièrement affectées, et en particulier les entreprises de papeterie et de pâte à papier.

### Écologie
Le Mataura est connu comme bon lieu de pêche à la truite commune (Salmo trutta).
Il a été identifié comme une aire importante pour les oiseaux par Birdlife International la zone de nidification de colonies en danger, et en particulier les mouettes de Buller.

## Étymologie
Son nom provient des mots maori mata (« rouge ») et ura (« tourbilloneux »).